# Quiina paraensis
Quiina paraensis là một loài thực vật có hoa trong họ Ochnaceae. Loài này được Pires & Fróes miêu tả khoa học đầu tiên năm 1950.